# Diarthrodes hirami
Diarthrodes hirami is een eenoogkreeftjessoort uit de familie van de Dactylopusiidae. De wetenschappelijke naam van de soort is voor het eerst geldig gepubliceerd in 1967 door Por.